# André Reszler
André Reszler, né à Budapest le 1er juillet 1933 et mort le 26 mai 2022 à Morges est un historien, auteur d'une dizaine d'ouvrages traduits dans plusieurs langues.

## Biographie
Il a obtenu une licence en 1958 et un  doctorat en 1966 à l'Institut universitaire de hautes études internationales de Genève.
Il a enseigné l'histoire des idées à l'Université d'Indiana (Bloomington), à l'Institut universitaire d'études européennes et à la Faculté des lettres de l'Université de Genève, dont il est professeur honoraire depuis 1998.